# 沈愚
沈愚（？—？），字通理，号倥侗，昆山（今江苏昆山）人。明朝文人。

## 成就
有詩名，《乐府》尤高，藏书甚丰，与刘溥诸人称景泰十才子。又善行書、草書，精音律。終生不仕，有人勸他當官，他搖頭說“吾非笼络中物也”，行醫以终。

## 轶事
《菽園雜記》載沈愚傳授「還元水」秘方之事。